# Liza Minnelli
Liza May Minnelli (Los Ángeles, California, 12 de marzo de 1946), conocida como Liza Minnelli, es una actriz, bailarina y cantante estadounidense. También conocida como «la novia de Estados Unidos», empezó a actuar a finales de los años sesenta y alcanzó fama mundial en la década siguiente gracias a películas como El cuco estéril (1969), Cabaret (1972, con la que ganó el Óscar a la mejor actriz), Los aventureros de Lucky Lady (1975), New York, New York (1977) o Arthur el soltero de oro (1981). Reconocida por su imponente presencia en el escenario y su poderosa voz de contralto, es célebre por su trabajo en espectáculos en vivo, tanto comedias musicales como recitales, con los que ha ganado cuatro Premios Tony de Broadway, uno de ellos Especial, un Emmy, dos Globos de Oro, un BAFTA británico y un Grammy Legend Award, junto con muchos otros honores y reconocimientos. 
Convertida rápidamente en icono de la cultura popular norteamericana con sus exitosos espectáculos durante los años ochenta y noventa, Minnelli es una de los pocos artistas que han ganado los cuatro principales premios estadounidenses de cine, televisión, música y teatro: el Óscar, el Emmy, el Grammy y el Tony.  
Sus espectáculos musicales The Act (1977), The Rink (1984), Liza's at The Palace.... (2008), así como sus conciertos en el Carnegie Hall en 1979 y 1987 y en el Radio City Music Hall en 1991 y 1992 se encuentran entre los más exitosos de su carrera. De 1988 a 1990, realizó una gira con Frank Sinatra y Sammy Davis Jr. en Frank, Liza & Sammy: The Ultimate Event.
Junto con sus papeles en el escenario y la pantalla, su personalidad y su estilo de actuación contribuyeron al estatus de Minnelli como todo un icono gay.
Es hija del director de cine Vincente Minnelli y de la actriz y cantante Judy Garland y hermana de la cantante Lorna Luft.

## Biografía
Nació en Hollywood (California), hija del director de cine Vincente Minnelli y de la actriz y cantante Judy Garland. Ambos eran artistas de fama internacional y Judy Garland alcanzó la categoría de mito para varias generaciones, en parte por su papel protagonista en la película El Mago de Oz. 
Liza tiene ascendencia italiana y franco-canadiense por parte de su padre y escocesa e irlandesa por parte de su madre. Es hija única de la pareja Minnelli-Garland, pero tiene varios medios hermanos porque sus padres se divorciaron y tuvieron más hijos en sus segundos matrimonios. Es hermana por parte de madre de Lorna Luft y Joey Luft, hijos de su madre y del mánager de ésta, Sidney Luft; y también tiene otra hermana por parte paterna: Christiane Nina Minnelli (apodada Tina Nina), del matrimonio de Vincente Minnelli con Georgette Magnani. Los padrinos de Liza fueron Kay Thompson, una popular cantante y escritora de cuentos infantiles, y el famoso compositor Ira Gershwin.
Asistió a la Escuela Fiorello H. LaGuardia de Música y Arte y Artes Escénicas de la ciudad de Nueva York, y a la Escuela de Chadwick. Su primera experiencia actuando en cine había sido a los tres años de edad: apareció en la escena final de la película musical de 1949 In the Good Old Summertime, protagonizada por su madre Judy Garland y Van Johnson.

### Comienzos
Debutó teatralmente en Nueva York con 17 años, en 1963, pero no en Broadway sino en el más modesto circuito del Off Broadway. Este primer trabajo fue un papel en una reposición de la obra Best Foot Forward, que había sido llevada al cine en los años 40 con Lucille Ball. Por su debut Liza ganó en premio Theatre World Award, y al año siguiente (1964) acompañó a su madre Judy Garland en su espectáculo en el London Palladium de Londres.

### Éxitos en Broadway: Premios Tony
Saltó al circuito oficial de Broadway en 1965 con la obra Flora the Red Menace, por la que recibió un premio Tony con apenas 19 años de edad; era la actriz más joven que lo ganaba. Fue el primero de sus varios premios Tony a lo largo de una carrera de décadas: recibió otro por The Act en 1978, y previamente un Tony Especial en 1974. Fue nominada en 1984 por The Rink pero perdió ante su compañera de reparto Chita Rivera. Ya en 2009, recibiría por cuarta vez el galardón, por su recital Liza's at the Palace!, si bien algunas fuentes no se lo cuentan como suyo ya que fue otorgado al espectáculo en conjunto. Entre sus restantes trabajos teatrales, hay que citar su participación en Víctor o Victoria (1995) cuando sustituyó en varias funciones a Julie Andrews.

### Éxito y premios en música y cine
Aunque es recordada por varios papeles en el cine, como Cabaret y la comedia Arthur el soltero de oro, Liza sobresale especialmente por su actividad como cantante y bailarina en espectáculos en vivo, tanto shows de variedades como comedias musicales. Empezó a dar recitales a los 19 años, en ciudades como Las Vegas y Nueva York, con un repertorio centrado en canciones de musicales de Broadway y en clásicos populares de décadas atrás. Con estos temas grabó tres álbumes para la compañía Capitol Records, y posteriormente actualizó su repertorio con canciones más recientes, algunas compuestas expresamente para ella. A lo largo de su carrera musical ha protagonizado múltiples giras internacionales y shows para la televisión, colaborando con figuras tan dispares como Frank Sinatra, Charles Aznavour, Goldie Hawn, Cliff Richard...
Su trayectoria en el cine ha sido desigual, al menos en cuanto a resultados comerciales. Debutó en Charlie Bubbles (1967), la única película dirigida y protagonizada por Albert Finney. En 1969, su interpretación en la película El cuco estéril (The Sterile Cuckoo) de Alan J. Pakula le dio su primera nominación a un Premio Óscar. Finalmente ganaría el Óscar a la mejor actriz por su papel como Sally Bowles en Cabaret (1972). Minnelli es la única ganadora del Óscar cuyos padres también lo ganaron. Otro de sus papeles más recordados es como protagonista del drama Tell Me That You Love Me, Junie Moon (1970) de Otto Preminger: encarna a una joven con el rostro desfigurado por un ataque con ácido. En 1975 protagonizó Lucky Lady junto a Burt Reynolds y Gene Hackman; en 1976 rodó la última película de su padre, Nina (A Matter of Time), junto a Ingrid Bergman, Charles Boyer y el español Fernando Rey; y al año siguiente protagonizó con Robert De Niro New York, New York, película musical de Martin Scorsese hoy considerada de culto pero que fracasó en taquilla. En 1980 Liza recobró popularidad con Arthur el soltero de oro, comedia protagonizada por Dudley Moore. 
También ha ganado premios por su actividad en televisión y en el mercado discográfico. Recibió un Premio Emmy por el especial de televisión de 1972 Liza with a Z, y en 1990 recibió un Premio Grammy en reconocimiento por Cabaret y por la película para televisión A Time to Live.
A Liza Minnelli, como a su madre, se la conoce por su potente estilo vocal, como lo demuestran sus canciones "Cabaret" y "New York, New York", tema que cantó para la película del mismo título. Esta canción sigue siendo uno de los clásicos de su repertorio musical, si bien hoy es más famosa en la versión de Frank Sinatra.
En 1985 tuvo que ingresar en el sanatorio Betty Ford Center por problemas de adicción al alcohol y los fármacos. Rechazó la oferta de cantar junto con otros artistas el famoso éxito benéfico "We are the World"; posiblemente por causas de salud. Se recuperó de sus adicciones y en 1988 protagonizó una gira exitosa con Frank Sinatra y Sammy Davis Jr.. Al año siguiente volvió a ganar auge reinventándose como cantante pop con el atrevido álbum Results, producido por el dúo británico Pet Shop Boys. Como primer sencillo se lanzó "Losing My Mind" (Ver actuación en directo), canción perteneciente al musical Follies de Stephen Sondheim, y el segundo single fue "Don't Drop Bombs", en cuyo audaz video musical Liza aparecía semidesnuda, con una tela que se enroscaba en su cuerpo por la fuerza del aire. Este LP incluyó otros éxitos del pop reciente como "Rent" (de los mismos Pet Shop Boys) y "Twist In My Sobriety" de Tanita Tikaram. 
En 1992, participó en un concierto-tributo al difunto Freddie Mercury, donde cantó con el grupo Queen su éxito "We Are The Champions". En 1994 grabó un dueto con Frank Sinatra ("I've Got the World on a String") para su exitoso disco Duets. Posteriormente intervendría en otro proyecto similar: el álbum doble de Charles Aznavour titulado Dúos. En 1996 publicó un nuevo álbum, Gently, centrado en repertorio de jazz y que incluía una canción a dúo con Donna Summer: "Does He Love You".
En este mismo año participó en un concierto en Módena (Italia) al lado del tenor Luciano Pavarotti, llamado "Pavarotti And Friends", en donde cantó junto con Pavarotti "New York, New York". A este concierto asistieron cantantes como Luciano Ligabue, Joan Osborne, Zucchero, Eric Clapton, Elton John, Jon Secada y otros.[cita requerida]
Conocida por su frágil salud y por sus altibajos emocionales, se ha sometido varias veces a tratamientos de desintoxicación y operaciones, pero siempre ha reaparecido con optimismo y nuevos bríos. Ha sufrido una encefalitis que pareció condenarla a una silla de ruedas, pero se recuperó.[cita requerida]

### SigloXXI
En septiembre del año 2001, asistió al concierto 30th Anniversary Celebration del cantante Michael Jackson en el Madison Square Garden, interpretando la canción "You Are Not Alone".
En 2002, se presentó en las ciudades de Nueva York y Londres con su espectáculo musical Liza's Back. Sus actuaciones recibieron una gran acogida por parte de los críticos y el público.
Realizó una aparición especial en la serie televisiva Arrested Development (en 2004 y 2005), representando a la sexual y socialmente retrasada amante de Buster Bluth. En 2006 participó en otra serie de éxito, Law & Order: Criminal Intent.
Luego prepararía su regreso a los escenarios de Broadway. Tras una operación de rodilla, problemas con ciertas adicciones y múltiples altibajos, reapareció en 2008 con el show Liza's at The Palace!, un recital en dos partes: éxitos de toda su carrera, y otra parte dedicada a su madrina Kay Thompson. Este espectáculo giró por otros países, y obtuvo un resonante éxito en su actuación en Madrid. En julio de 2008, Liza participó con gran éxito en el Festival de Jazz de San Sebastián e igualmente iba a actuar en Moscú, en un recital muy exclusivo. Como prueba de su buen estado de forma, en junio de 2009 recibió su cuarto Premio Tony por Liza's at The Palace!, si bien se premiaba el show en su conjunto, por lo que algunas fuentes no lo incluyen entre sus trofeos.
En 2010, regresó a la gran pantalla con una sorprendente participación en la película taquillera Sex and the City 2: a los 64 años de edad y, con un físico en forma, cantó el éxito de Beyonce "Single Ladies" incluyendo una movida coreografía . 
En julio de 2011, actuó en el mítico Teatro Olympia de París y fue condecorada por el gobierno francés con la Legión de Honor.
El 2 de marzo de 2014, en la ceremonia número 86 de los premios Oscar, asistió al evento debido a un homenaje que le realizaron a su madre, Judy Garland, por cumplirse 75 años del estreno de "El Mago de Oz". Volvió a hacerlo en la ceremonia de 2022, junto a Lady Gaga, y su aparición sentada en silla de ruedas causó gran conmoción pública.

### Matrimonios

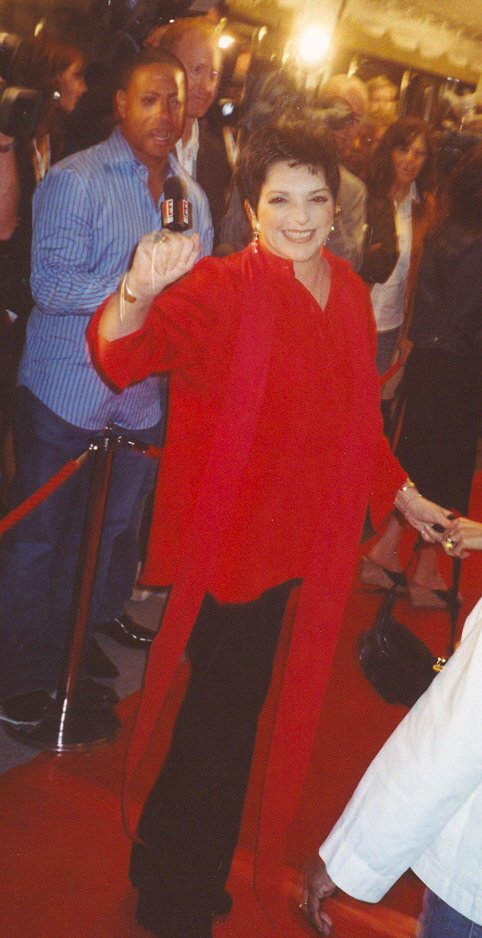
Liza Minnelli en el Festival Internacional de Cine de Toronto 2005.

Como su madre y su padre, Minnelli ha tenido varios matrimonios, y ha estado ligada sentimentalmente a otras personalidades del mundo artístico como son el director Martin Scorsese, el pianista Billy Stritch, el bailarín Mijaíl Barýshnikov o los actores Peter Sellers y Desi Arnaz Jr.
Sus esposos han sido:
- Peter Allen (3 de marzo de 1967 - 1972). Nacido en Australia, Allen, quien murió de complicaciones por el sida en 1992, fue el protegido de Judy Garland a mediados de los 60. Liza quedó embarazada en el trascurso de este matrimonio, pero perdió al bebé y tras una delicada operación, quedó incapacitada para poder concebir otra vez.
- Jack Haley Jr. (5 de septiembre de 1974 - 1979), productor y director. Su padre, Jack Haley, fue coprotagonista de la película de Judy Garland "El Mago de Oz".
- Mark Gero (4 de diciembre de 1979 - 1992), escultor.
- David Gest (16 de marzo de 2002 - 25 de julio de 2003), promotor de conciertos. La pareja anunció a la prensa a finales de 2002 que adoptarían a una niña de tres años, que se llamaría Serena Gest. Anunciaron su divorcio en 2003.

En marzo del 2010, le diagnosticaron cáncer de mama, el cual la llevó a operarse en dos ocasiones.

## Filmografía
- In the Good Old Summertime (1949)
- Charlie Bubbles (1967)
- El cuco estéril (1969)
- Dime que me amas, Junie Moon (1970)
- Cabaret (1972)
- Journey Back to Oz (1974) (voz)
- Los aventureros de Lucky Lady (1975)
- Nina (1976)
- New York, New York (1977)
- Arthur (1981)
- Pinocchio and the Emperor of the Night (1987) (voz)
- Rent-a-Cop (1988)
- Arthur 2: On the Rocks (1988)
- Stepping Out (1991)
- The Oh in Ohio (2005)
- Sex and the City 2 (2010)

## Discografía
- Liza! Liza! (1964)
- It Amazes Me (1965)
- "Live" at the London Palladium (1965)
- There Is a Time (1966)
- Liza Minnelli (1968)
- Come Saturday Morning (1970)
- New Feelin' (1970)
- Live at the Olympia in Paris (1972)
- Liza with a "Z" (1972)
- The Singer (1973)
- Live at the Winter Garden (1974)
- Tropical Nights (1977)
- Live at Carnegie Hall (1981)
- At Carnegie Hall (1987)
- Results (1989)
- Gently (1996)
- Liza's Back (2002)
- Liza's at the Palace...! (2009)
- Confessions (2010)

### Colaboraciones musicales
Colaboró en el concierto en homenaje a Freddie Mercury, vocalista del grupo de rock británico Queen, interpretando la canción «We Are The Champions». también, interpretó al personaje Mother War en la canción «Mama» de la banda de rock estadounidense My Chemical Romance.
También colaboró en el concierto aniversario de Michael Jackson, interpretando You Are Not Alone. Sin embargo rechazó la invitación para participar en la grabación de la canción caritativa «We Are the World» años antes.

## Televisión
- El show de Judy Garland (1963)
- The Dangerous Christmas of Red Riding Hood (1965)
- Liza with a 'Z' (1972)
- A Time to Live (1985)
- Sam Found Out: A Triple Play (1988)
- Parallel Lives (1994)
- The West Side Waltz (1995)
- Jackie's Back! (1999) (Cameo)
- Arrested Development (2003-2005)
- Family Guy: No Meals on Wheels (2006)
- Smash (2013)

## Teatro
- Flora, the Red Menace (1965)
- Liza (1974)
- Chicago (1975) (reemplazó a Gwen Verdon de agosto a septiembre en 1975)
- The Act (1978)
- The Rink (1984)
- Victor/Victoria (1995) (reemplazó a Julie Andrews en 1997)
- Minnelli on Minnelli (1999)

## Premios

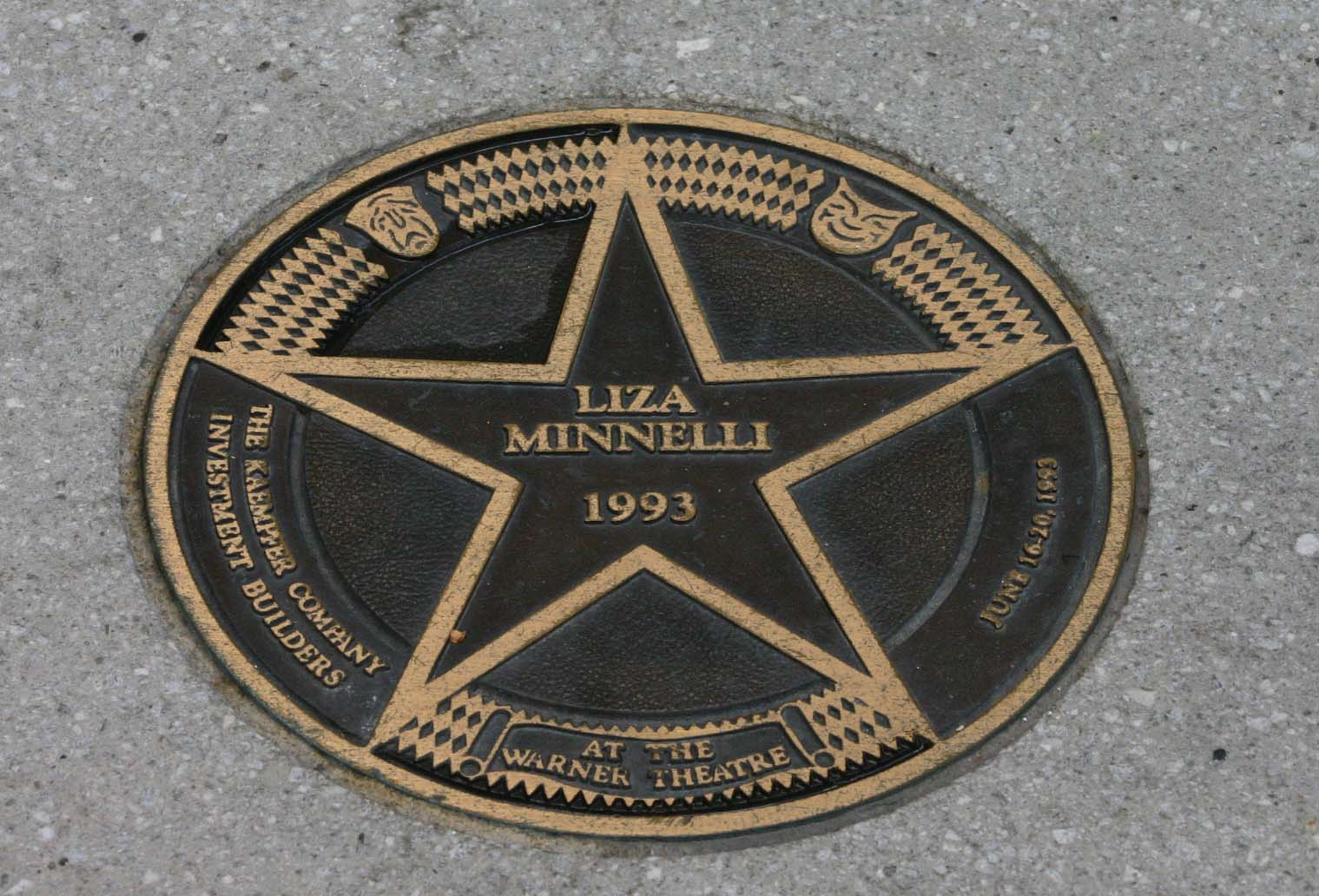
Estrella de Liza Minnelli a la puerta del Warner Theatre.

Premios Oscar
| Año  | Categoría    | Película        | Resultado |
| ---- | ------------ | --------------- | --------- |
| 1969 | Mejor actriz | El cuco estéril | Nominada  |
| 1973 | Mejor actriz | Cabaret         | Ganadora  |

Globos de Oro
| Año  | Categoría                            | Película                  | Resultado |
| ---- | ------------------------------------ | ------------------------- | --------- |
| 1969 | Mejor actriz - Drama                 | El cuco estéril           | Nominada  |
| 1972 | Mejor actriz - Comedia o musical     | Cabaret                   | Ganadora  |
| 1975 | Mejor actriz - Comedia o musical     | Lucky Lady                | Nominada  |
| 1977 | Mejor actriz - Comedia o musical     | New York, New York        | Nominada  |
| 1981 | Mejor actriz - Comedia o musical     | Arthur, el soltero de oro | Nominada  |
| 1985 | Mejor actriz - Miniserie o telefilme | A time to live            | Ganadora  |

Premios BAFTA
| Año  | Categoría    | Película | Resultado |
| ---- | ------------ | -------- | --------- |
| 1972 | Mejor actriz | Cabaret  | Ganadora  |

Premios Grammy
| Año  | Categoría                                     | Trabajo              | Resultado |
| ---- | --------------------------------------------- | -------------------- | --------- |
| 1990 | GRAMMY Legend Award                           | GRAMMY Legend Award  | Ganadora  |
| 1996 | Mejor interpretación vocal de pop tradicional | Gently               | Nominada  |
| 2009 | Mejor álbum vocal de pop tradicional          | Liza's at the Palace | Nominada  |

Premios Emmy
| Año  | Categoría                                                         | Trabajo                                          | Resultado |
| ---- | ----------------------------------------------------------------- | ------------------------------------------------ | --------- |
| 1973 | Mejor programa en solitario - variedades y música popular         | Singer Presents Liza with a "Z"                  | Ganadora  |
| 1973 | Mejor logro por un actor de reparto en música o variedades        | A Royal Gala Variety Performance in the Presence | Nominada  |
| 1987 | Mejor especial informativo                                        | Minnelli on Minnelli: Liza Remembers Vincente    | Nominada  |
| 1993 | Mejor actuación individual en un programa de variedades o musical | Liza Minnelli Live from Radio City Music Hall    | Candidata |

Premios Tony
| Año  | Categoría              | Trabajo               | Resultado |
| ---- | ---------------------- | --------------------- | --------- |
| 1965 | Mejor actriz - musical | Flora, the Red Menace | Ganadora  |
| 1978 | Mejor actriz - musical | The Act               | Ganadora  |
| 1984 | Mejor actriz - musical | The Rink              | Nominada  |